# Maria Fehling

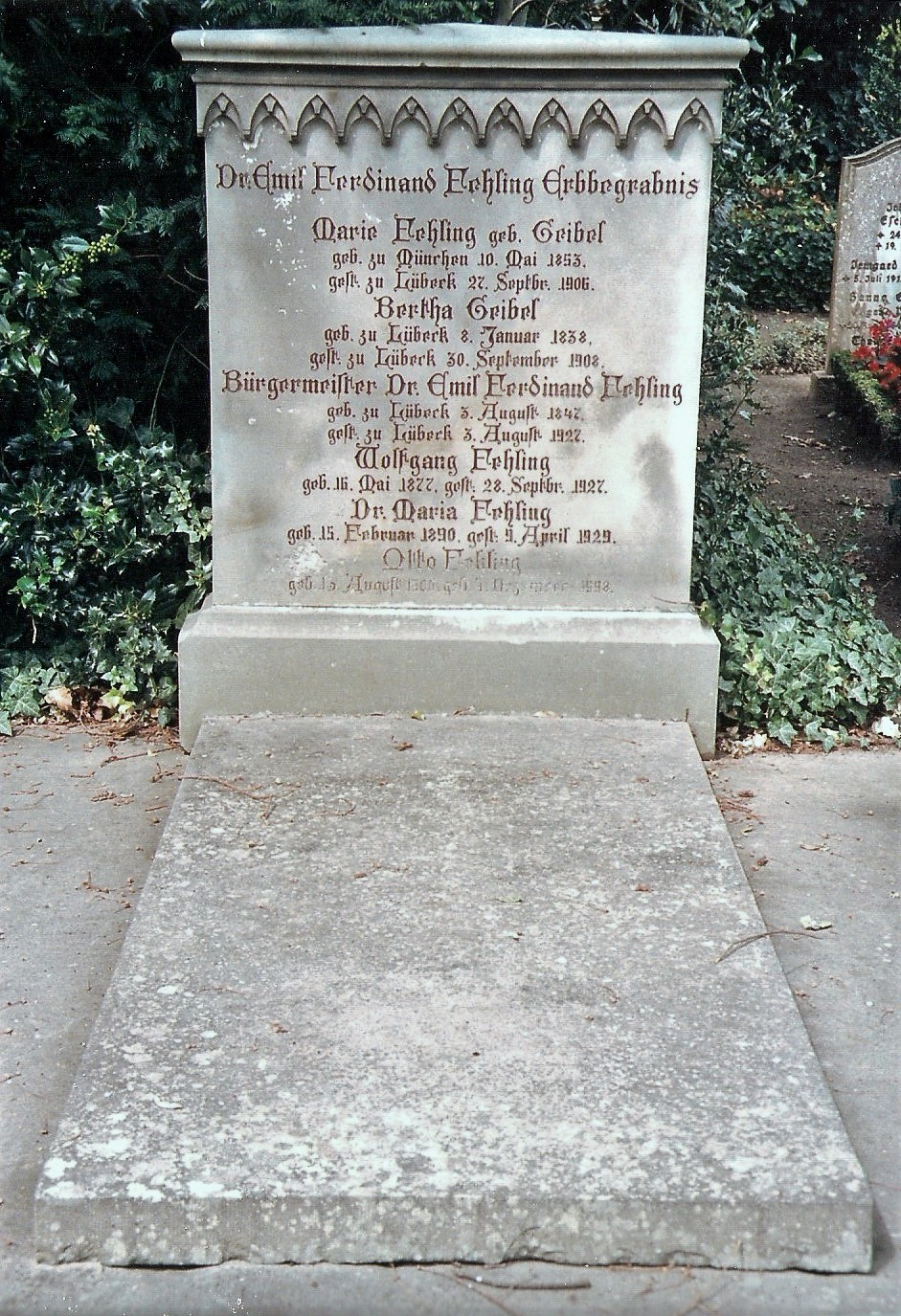
Grab Maria Fehlings im Erbbegräbnis Fehling

Maria Fehling (* 15. Februar 1890 in Lübeck; † 9. April 1929 in München) war eine deutsche Historikerin und Autorin.

## Leben und Wirken
Maria war die Tochter des Lübecker Bürgermeisters Emil Ferdinand Fehling und dessen Frau Ada Marie Caroline (1853–1906), der einzigen Tochter des Dichters Emanuel Geibel. Der Schauspieler und Regisseur Jürgen Fehling war ihr Bruder. Sie studierte ab 1919 Geschichte an der Universität Hamburg und wurde 1922 an der Universität Tübingen mit einer Dissertation über Bismarcks Geschichtskenntnis zum Dr. phil. promoviert.
Durch Vermittlung von Ida Boy-Ed erhielt sie eine Anstellung als Verlagslektorin beim Cotta-Verlag. 1925 gab sie hier einen Band der Briefe an Cotta heraus.
Sie lebte in München in einfachen Verhältnissen und stand dem Kreis um Stefan George nahe; Renata von Scheliha, mit der sie lange intensiv befreundet war, und die Brüder Berthold und Claus von Stauffenberg wurden durch sie über Albrecht von Blumenthal, ihren „Freund und geistigen Berater“, mit dem Kreis bekannt gemacht.
Wie ihre Mutter, die in einem Sanatorium starb, und ihr Bruder Jürgen litt Maria Fehling unter klinischer Depression. Sie schied 1929 durch Suizid aus dem Leben und wurde im Familiengrab auf dem Lübecker Burgtorfriedhof bestattet.
Nach Ansicht von Wolfgang Frommel gehörte Maria Fehling zu „jenen Vergessenen, denen ihre sie überlebenden Freunde, ehe es zu spät ist, eine Stele des Erinnerns errichten sollten“.

## Schriften
- Bismarcks Geschichtskenntnis. Stuttgart; Berlin: J. G. Cotta’sche Buchh. Nachf. 1922 Zugl.: Tübingen, Phil. Diss.
- (Hrsg.) Briefe an Cotta. Band 1: Das Zeitalter Goethes und Napoleons 1794–1815 Stuttgart: J. G. Cotta’sche Buchh. Nachf. 1925 (Adolf Kröner zur Hundertjahrfeier d. Börsenvereins gewidmet)